# Neptis woodwardi
Neptis woodwardi är en fjärilsart som beskrevs av Sharpe 1899. Neptis woodwardi ingår i släktet Neptis och familjen praktfjärilar. Inga underarter finns listade i Catalogue of Life.